# Héroe de Bielorrusia
Héroe de Bielorrusia (bielorruso: Герой Беларусі; łacinka: Hieroj Biełarusi; ruso: Герой Беларуси, transcrito Geroy Belarusi) es el título más alto que le puede ser concedido a un ciudadano de Bielorrusia. Establecido por un decreto presidencial en 1995, el título es entregado a aquellas personas «cuyos logros son grandes hechos para el nombre de Bielorrusia», ya sea por logros militares, económicos o grandes servicios al Estado y la sociedad. El diseño de la medalla es similar al de su predecesor, el Héroe de la Unión Soviética. Títulos similares al Héroe de Bielorrusia son el Héroe de la Federación de Rusia y el Ucraniano Héroe de Ucrania. Desde su creación, el título le ha sido otorgado a diez personas.

## Creación
El título fue creado por el Soviet Supremo Bielorruso el 13 de abril de 1995, con el paso de la Resolución N 3726-XII, titulado «Sistema de las Concesiones del Estado para la República de Bielorrusia». A lo largo del título del Héroe de Bielorrusia, la resolución autorizó la creación de medallas, órdenes, y títulos que pueden ser presentados por el gobierno bielorruso. La creación de las concesiones fue un camino hacia el honor para aquellos que hicieron contribuciones valiosas a Bielorrusia, independientemente de si fueron realizadas por un ciudadano o por un extranjero.

## Proceso de recomendación y concesión
Para recibir el título, una persona debe realizar un hecho que beneficie al estado y a la sociedad Bielorrusa a lo largo del tiempo. El título puede ser entregado a aquellos que sirven como militares, en el servicio público o en las empresas privadas. Se entrega a un individuo solo una vez, y además, póstumamente. El criterio oficial está indicado en el Capítulo 2, Artículo 6 de la Resolución N 3726-XII. Capítulo 3, Artículo 60 de la Resolución N 3726-XII permite que cualquier grupo (asociación) de trabajadores someta una recomendación (petición) para que un individuo sea concesionario del título. Cuerpos gubernamentales, la Asamblea Nacional, el Consejo de Ministros, el gabinete oficial y la unión pública, entre otros, son también elegibles para realizar nominaciones para el título. El candidato es evaluado, y si es juzgado digno, la nominación es remitida al Consejo de Ministros y luego al Presidente de la República.
Bajo la Constitución Bielorrusa, el presidente de la República tiene el poder de realizar concesiones del estado. Para anunciar una concesión, el presidente edita un decreto confiriendo el título a una persona. Dentro de dos meses, el título será presentado por el presidente en un ajuste formal, usualmente en el Palacio Presidencial en la ciudad capital, Minsk. Un certificado (gramota) será presentado también al premiado, firmado por el presidente de la República.

## Privilegios
La Ley 3599-XII, establecida el 21 de febrero de 1995, prometió a aquellos que habían recibido títulos, altas menciones y órdenes en la Unión Soviética, mantener los beneficios anteriormente otorgados. La misma ley permitía, a aquellos que recibieron títulos Bielorrusos y a los Veteranos de la Gran Guerra Patriótica, recibir los mismos beneficios. Los siguientes reconocimientos se encuentran entre los abarcados por la ley: Héroe de la Unión Soviética, Héroe del Trabajo Socialista, Orden de la Gloria y Orden de la Gloria de Trabajo. Los siguientes son ejemplos de los beneficios garantizados por el Gobierno bielorruso:
- derecho a primer acceso al cuidado de la salud gratuito para ellos mismos y sus cónyuges. Aquellos que no usen este beneficio serán pagados con un monto en efectivo determinado por el Consejo de Ministros. (Ley 3599-XII, Capítulo 2, Artículo 4)
- derecho al primer acceso a los sanitarios, dispensarios, pensiones, centros de recreación y hogares del turista del Estado. El costo de estas facilidades no debe ser de más del 25 % del costo total. (Ley 3599-XII, Capítulo 2, Artículo 4)
- alquiler-gratis de casas, utilidades, y servicios. (Ley 3599-XII, Capítulo 2, Artículo 5)
- un viaje de ida y vuelta libre en ferrocarril, avión, o camioneta. (Ley 3599-XII, Capítulo 2, Artículo 6)
- Costos ya sean gratis o reducidos, para registrar patentes en Bielorrusia.[3]

Alguno de estos beneficios fueron también arreglados por los vecinos Bielorrusos. Si el Héroe muere, los beneficios permanecerán con su cónyuge, mientras no se vuelva a casar y tenga una edad para poder recibir una pensión. El criterio es el mismo para los esposos con respecto a las concesiones ya mencionadas.

## Construcción y exhibición

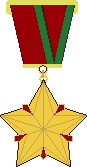
Medalla 1996-1999.

Al concesionado con el título se le da la llamada «Medalla del Héroe de Bielorrusia» (en bielorruso: медаль Героя Беларусі, en ruso: медаль Героя Беларуси). La estrella y la suspensión están hechas de oro, y de esta forma es apodado «Estrella de Oro», como lo fue su predecesor, el Héroe de la Unión Soviética. La estrella tiene un diámetro total de 33 milímetros, y está unido a un dispositivo de suspensión rectangular (árbol del cargador). En el centro del rectángulo hay una cinta que tiene dos secciones de rojo y una sección de verde. Las barras rojas y verdes de la cinta evocan el diseño y los colores de la bandera nacional. La cantidad de oro se fija en la Prueba 585-1, con el peso total de la medalla, el cual es de 19 gramos. El diseño actual fue decretado en la ley por el Decreto Presidencial Número 516 el 6 de noviembre de 1999.
El diseño de la medalla es modelado después de ser usado una vez para el Héroe de la Unión Soviética. Al contrario del Héroe de la Unión Soviética, los títulos de Héroe del Trabajo Socialista y Héroe de la Federación de Rusia, no hay ningún grabado en la reversa de la estrella. La cinta también copia el diseño de la cinta de la medalla del Héroe de la Unión Soviética, puesto que un diseño de la bandera también fue utilizado para hacer la cinta de esa medalla. La medalla es usada siempre en el lado izquierdo del pecho sobre las otras medallas y órdenes. Capítulo 4, Artículo 69 de la Resolución N 3726 indica que cualesquiera que sean las concesiones y títulos presentados por la Unión Soviética y la República Socialista Soviética de Bielorrusia, estos deben ser puestos después de las concesiones de la república de Bielorrusia.

### Medalla de 1996
Cuando se creó el título, una medalla sugerida fue bosquejada por el gobierno. La diferencia más grande entre esta medalla y la actual medalla es el diseño de la suspensión y el medallón de la estrella en el fondo: la parte más alta de la suspensión es más larga que el fondo, y la estrella del fondo está subrayada diferentemente y adornada con rubíes. El diseño de la estrella evoca a la Estrella de Mariscal, la cual usaron los Mariscales Soviéticos alrededor de sus cuellos. Esta medalla fue adoptada por el Decreto Presidencial Número 26 el 15 de mayo de 1996.

## Receptores

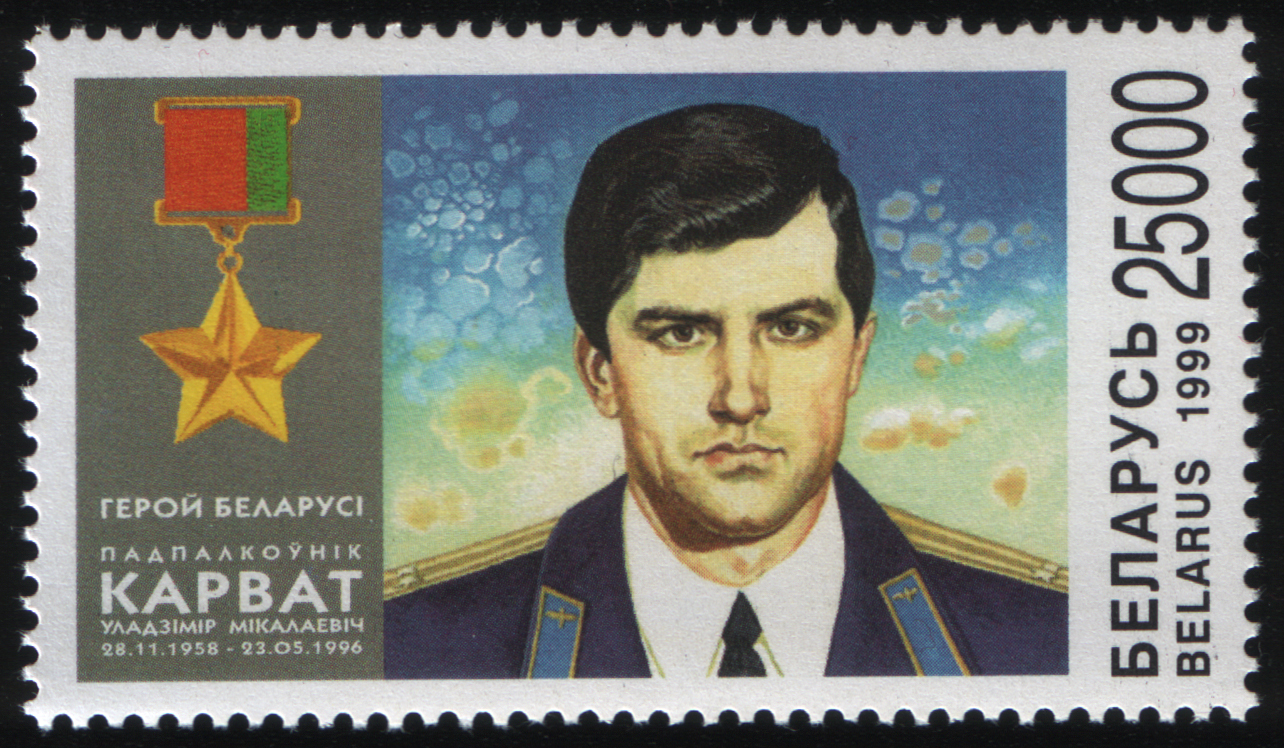
Uładzimir Mikalaevič Karvat

Desde la creación del título, este ha sido concedido a diez ciudadanos bielorrusos. Fuera de los diez otorgamientos, una fue presentada por heroísmo durante el servicio militar y dos fueron presentadas en forma póstuma. La primera concesión en la historia fue dada a Uładzimir Karvat (póstumamente) en 1996. La primera "concesión grupal" tomó lugar el 30 de junio de 2001 y fue para Pavieł Maryjaŭ, Michaił Karčmit, Vital Kramko y Alaksandar Dubko (luego de su muerte), mientras los títulos de Kirill Vakhromeev, Mijaíl Savitski, Mijaíl Vysotsky, Piotr Prokopovich y Vasili Revyako fueron presentados el 1 de marzo de 2006.
Uładzimir Karvat, un piloto militar, estaba volando su avión de entrenamiento Sujoi Su-27p el 23 de mayo de 1996. El avión se prendió fuego y a Karvat se le ordenó eyectar para salvarse. El equipo de tierra no sabía que el avión se habría estrellado en un área llena de civiles. Viendo a los civiles en la tierra, Karvat dirigió al avión lejos de los civiles hasta que se estrelló a 1 kilómetro de los establecimientos en la Región de Brest de Arabawshchyna y Vyalikaye Hatsishcha, matándolo instantáneamente. El presidente Aleksandr Lukashenko publicó el Decreto Número 484 el 21 de noviembre de 1996, el cual establecía la concesión del título de Héroe de Bielorrusia para Karvat luego de su muerte. El sitio del desplome se convirtió en un lugar conmemorativo para Karvat, donde una copia del decreto de Lukashenko está en la aleta de la cola del Sujoi Su-27p.
Pavieł Maryjaŭ fue concesionado con el título por su trabajo en la industria automóvilistica como manejador del Trabajo de Autos Bielorruso, un productor principal de los automóviles Bielorrusos. Vital Kramko y Michaił Karčmit fueron concesionados por sus trabajos en la industria de la agricultura. Kramko es la cabeza administrativa del colectivo agrícola «Octubre» de la Región de Goradnia, mientras Karcmit fue el director de la cooperativa «Snov» de la Región de Minsk hasta su muerte en 2004. Alaksandar Dubko fue concesionado luego de su muerte con el título de héroe por sus servicios en el gobierno bielorruso y soviético.
Filaret (Kirill Vakhromeev), el Metropolitano de Minsk y de Slutsk, el Patriarca de todo Bielorrusia, fue concesionado con el título de héroe por su trabajo en la recuperación de la espiritualidad en la población de Bielorrusia. Mijaíl Savicki fue concesionado con el título de héroe por sus contribuciones al arte Bielorrusa y por haber ayudado a instalar academias de arte en la república. Mijaíl Vysotsky fue concesionado por su trabajo como la cabeza administrativa del Banco Nacional de Bielorrusia, y Vasily Revyako fue concesionado por su trabajo en el tonel de agricultura «Progress-Vertelishki» de Hrodna Voblast.

## En la cultura
El título de héroe será ofrecido en un sistema de estampillas lanzados por BELPOST en diciembre de 2006, representando las concesiones del estado de Bielorrusia. En la primera edición de tarjeta, la medalla será exhibida a todo color al lado de los dibujos del emblema del estado, la bandera del estado y el Palacio Presidencial. Una postal de primer día hecha en Minsk también utiliza un contorno de la medalla, el cual es adornado con flores y el texto «Condecoraciones Nacionales de la República de Bielorrusia» está escrito en idioma bielorruso. Esta no es la primera vez que la medalla de Héroe es mostrada en una estampilla Bielorrusa; la medalla fue mostrada en una estampilla conmemorando el tercer año de la muerte de Karvat. Designada por V. Volynets, la estampilla de los 25 000 rublos mostraba la medalla a la izquierda y la foto de Karvat, a color, en la derecha. En el texto en blanco bajo la medalla, dice «Héroe de Bielorrusia, Uładzimir Mikalaevič Karvat, (28.11.1958 - 23.05.1996)». Fue editada el 12 de agosto de 1999 y se imprimieron 90 000.